# Conus striatulus
Conus striatulus Brocchi, 1814 è un mollusco gasteropode estinto della famiglia dei Conidi.

## Descrizione
Questo gasteropode possiede una conchiglia biconica di piccole dimensioni; la spira è acuta ed i giri sono subangolosi. Le suture sono marcate e quasi canalicolate. La base è solcata e la superficie presenta talvolta leggere striature spirali, talvolta così sottili da potersi vedere solo con l'ausilio di un ingrandimento. In alcuni degli esemplari di Conus striatulus sono a volte presenti fini lineette giallo-arancio che spesso si trovano sovrapposte a sottili cordoncini, soprattutto verso la base.
Le linee di accrescimento visibili sulle spire formano un arco molto pronunciato sia nella specie fossile, sia nella specie attuale. In entrambe le specie, le spire sono ornate con 2-3 linee spirali incise. La colorazione dell'ultimo giro nella specie recente è formata da due fasce di color arancione separate da una zona sfumata di colore bianco, contornata da macchie di colore marrone. La spira è di colore bianco, compresa la spalla; sulla spira sono inoltre presenti macchie radiali di colore marrone che seguono l'andamento delle linee di crescita. Nella specie attuale, la colorazione interna del labbro è differente da quella tipica del Conus ventricosus. Rispetto al Conus ventricosus, è facilmente distinguibile per il maggior numero di spire, per la notevole diversità della protoconca e per la forma delle linee di accrescimento sulle spire, che nel Conus ventricosus sono meno arcuate.

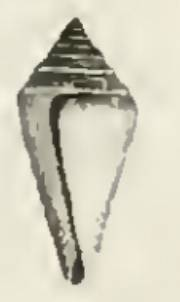
Conus striatulus
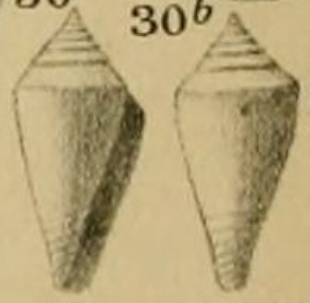
Conus striatulus

### Conus striatulusvar.taurinensis
Nel 1826, Bonelli riporta l'indicazione di un Conus emmanuelis, senza tuttavia fornirne né una descrizione né un disegno.
Nel 1849, Bellardi e Michelotti rinominano questa entità come Conus striatulus var. taurinensis, poiché, nonostante potessero sembrare molto sensibili le differenze del Conus taurinensis con i Conus striatulus descritti dal Brocchi, in una serie di esemplari scorsero un passaggio di caratteristiche tra le due specie. Successivamente Sacco, nel 1893, si riferisce a questa entità semplicemente come Conus taurinensis, e la descrive come una specie assai mutevole.
Il World Register of Marine Species considera Conus taurinensis come specie a sé stante.

## Distribuzione e habitat
Questo gasteropode è noto da tempo come fossile.
- Nel Miocene è presente in Piemonte.
- Nel Pliocene è abbastanza comune in Italia ed è presente in Portogallo[7].
- Nel Pleistocene è rinvenuto in Toscana ed nel Lazio[2].